# Centrale thermique de Medupi
La centrale de Medupi  est une centrale électrique au charbon situé dans la municipalité locale de Lephalale, dans la province de Limpopo en Afrique du Sud. Comme sa voisine la centrale thermique de Matimba, elle est alimentée en charbon de la mine Grootegeluk située à proximité.

## Étymologie
Medupi  signifie « la pluie qui irrigue les terres et qui soulage l'économie » en sotho.

## Caractéristiques
Elle est composée de 6 unités de 794 MW et sa capacité totale est de 4 764 MW, soit l'équivalent de quatre tranches de centrale nucléaire. Elle est opérée par la compagnie sud-africaine Eskom. L'électricité produite sera en grande partie consommée par l'industrie minière de la région.
Le projet est financé par la Banque mondiale à hauteur de 3,75 milliards de dollars, malgré les abstentions des États-Unis, du royaume uni, des Pays-Bas, de l'Italie et de la Norvège, pays préoccupés par l'impact écologique.

## Effets environnementaux
Cette centrale doit émettre 25 millions de tonnes de CO2 par an, et consommer 16 millions de tonnes de charbon par an.
Comparativement aux autres centrales, celle de Medupi est plus efficace et consomme moins d'eau, mais ses émissions de dioxyde de soufre correspondent à deux fois l'intégralité des émissions du Royaume-Uni.
Ce projet donne lieu à de nombreuses critiques pour des questions environnementales et l'opacité des financements.

## Historique
La construction commence en 2007, et est prévue pour durer cinq ans. Cependant, à la suite de nombreux retards, l'inauguration de la première unité n'a lieu que le 30 août 2015. En 2015 a lieu une grève sauvage, et le licenciement d'un millier d'ouvriers sur un chantier crucial pour l'économie, mais très en retard. En juin 2016, quatre unités sont prêtes, les deux dernières devant être achevées dans les 18 mois. En août 2019, la dernière des 6 unités est synchronisées au réseau et devrait être pleinement opérationnel fin 2020.
Le 8 août 2021, au cours d'une opération de détection de fuite sur l'unité de production 4, du dioxyde de carbone devait être introduit dans l'unité, puis de l'air une fois l'hydrogène évacué. De l'air a été introduit dans l'alternateur alors que de l'hydrogène y était toujours présent. Le mélange d'hydrogène et d'air a explosé, endommageant gravement l'installation. L'explosion cause une perte de production de 700 MW. Les réparations devraient coûter entre 1,5 et 2 milliards de rands et durer jusqu'à deux ans.